# The Prodigy (film)
The Prodigy is een Amerikaans-Canadese horrorfilm uit 2019, geregisseerd door Nicholas McCarthy.

## Verhaal
22 augustus 2010, Ohio. Seriemoordenaar Edward Scarka wordt doodgeschoten tijdens een politie-inval op zijn boerderij. Op het moment van zijn dood bevallen Sarah en John, een getrouwd stel uit Pennsylvania van een jongen, Miles, die onmiddellijk blijk geeft van extreme wijsheid, intelligentie en het vermogen om voortijdig vloeiend Engels te spreken.
Wanneer Miles in 2018 acht wordt beginnen zijn ouders gedragsveranderingen bij hem op te merken. Op een nacht haalt hij een grap uit met zijn babysitter Zoe, waarbij hij haar ernstig verwondt, zich later niet meer herinnert wat er is gebeurd, en een paar dagen later op school een klasgenoot aanvalt met een moersleutel die hij uit de kast van de conciërge haalt. Sarah besluit vervolgens met hem naar de psycholoog Elaine Strasser te gaan, aan wie ze een bandje aflevert waarop de ogenschijnlijk nietszeggende woorden die het kind in zijn slaap uitspreekt zijn opgenomen. Elaine geeft de band aan een collega, Arthur Jacobson, een expert op het gebied van wedergeboorte en reïncarnatie, die haar onthult dat de woorden van Miles op de band eigenlijk in het Hongaars zijn en dat ze vertaald betekenen "Ik snij je ogen eruit en zie je sterven, hoer". Sarah wil Arthurs woorden niet geloven en vertrekt. Later thuis wordt de hond van het gezin vermist en John is woedend als hij ontdekt dat Miles de slaapkamer van het stel heeft vastgelegd met een babyfoon. Later bezoekt John zijn broer en laat Sarah alleen achter met Miles in huis. Deze laatste maakt zijn moeder midden in de nacht wakker; wanneer Sarah opstaat, vindt ze het huis dat is binnengevallen door een zwerm vliegen en in de kelder is de hond uiteengereten. Miles verontschuldigt zich en onthult dat iemand hem elke nacht bezeten heeft.
Zijn moeder besluit hem dan terug te brengen naar Arthur, die hem hypnotiseert in de hoop op een regressie uit een vorig leven, waardoor hij kan spreken met de geest die in Miles' lichaam leeft. Arthur ontdekt dat de ouders van de geest eigenlijk Hongaarse immigranten waren en vraagt Miles dringend om de naam te onthullen van de persoon die zijn lichaam bewoont. De entiteit neemt de volledige controle over en vertelt de man dat als hij iets aan de moeder onthult, hij hem zal aangeven bij de politie en doet alsof hij beledigend is. Tijdens de thuiskomst van Miles en Sarah, vindt Arthur het woord 'Scarka' met de nagels van het kind in zijn leren bank geëtst. Arthur besluit Sarah te bellen en legt uit dat Miles' lichaam bezeten is door de ziel van de moordenaar Edward Scarka. Sarah ontdekt dat laatstgenoemde enkele minuten voordat Miles werd geboren stierf en is verrast om te zien hoe Miles net als hij twee verschillend gekleurde ogen heeft. John en Sarah besluiten vervolgens om hun zoon in een psychiatrische instelling te laten interneren; Joh haalt Miles op van school, maar op weg naar huis steekt Miles hem met een schaar, wat een ernstig ongeluk veroorzaakt.
John belandt in coma in het ziekenhuis. Ondertussen ontdekt Sarah in Miles' kamer een reeks krantenknipsels over Edwards misdaden, evenals een boek van Margaret St. James, Edwards laatste slachtoffer dat erin slaagde te overleven. Sarah denkt dan dat de laatste is teruggekeerd om te proberen haar te vermoorden en de klus te klaren. Vervolgens besluit ze de vrouw zelf te vermoorden: ze pakt een pistool, bedwelmt Miles met slaappillen en gaat naar het huis van de nietsvermoedende dame. Daar bereidt zij zich voor om haar neer te schieten, maar faalt, als ze ontdekt dat de vrouw op haar beurt kinderen heeft. Plots komt Miles binnen en vermoordt de vrouw met een keukenmes. Sarah jaagt Miles het huis uit, een boomgaard in in de hoop dat de geest van de moordenaar verdwenen is, maar ontdekt dat Edward nu de volledige controle over het lichaam van  Miles overgenomen heeft. Met afschuw vervuld besluit Sarah haar pistool te trekken om hem neer te schieten en te voorkomen dat de moordenaar het lichaam van haar zoon krijgt. Echter, net voordat ze de trekker overhaalt, wordt ze gedood door een passerende boer die haar met een geweer neerschiet. Enige tijd later wordt Miles verwelkomd in een nieuw gezin: in zijn slaapkamer staart hij in een spiegel en ziet Edwards beeltenis.

## Rolverdeling
| Acteur               | Personage                   |
| -------------------- | --------------------------- |
| Taylor Schilling     | Sarah Blume                 |
| Jackson Robert Scott | Miles Blume / Edward Scarka |
| Peter Mooney         | John Blume                  |
| Colm Feore           | Arthur Jacobson             |
| Paul Fauteux         | Edward Scarka               |
| Brittany Allen       | Margaret St. James          |
| Paula Boudreau       | Dr. Elaine Strasser         |
| Elisa Moolecherry    | Zoe                         |
| Olunike Adeliyi      | Rebecca                     |

## Release
De film werd op 8 februari 2019 in de Verenigde Staten uitgebracht door Orion Pictures.

## Ontvangst
De film ontving gemengde recensies van critici. Op Rotten Tomatoes heeft The Prodigy een waarde van 43% en een gemiddelde score van 5,00/10, gebaseerd op 82 recensies. Op Metacritic heeft de film een gemiddelde score van 45/100, gebaseerd op 18 recensies.